# Strunde
Die Strunde oder der Strunder Bach ist ein ehemals rechter Nebenfluss des Rheins in Nordrhein-Westfalen. Die Quelle der Strunde liegt im Bergisch Gladbacher Stadtteil Herrenstrunden, der nach ihr benannt ist. Sie wird heute in den Faulbach eingeleitet.
Zur Zeit der Industrialisierung war die Strunde eine wichtige Wasser- und Energiequelle für die Region.

## Geographie

### Strundequelle

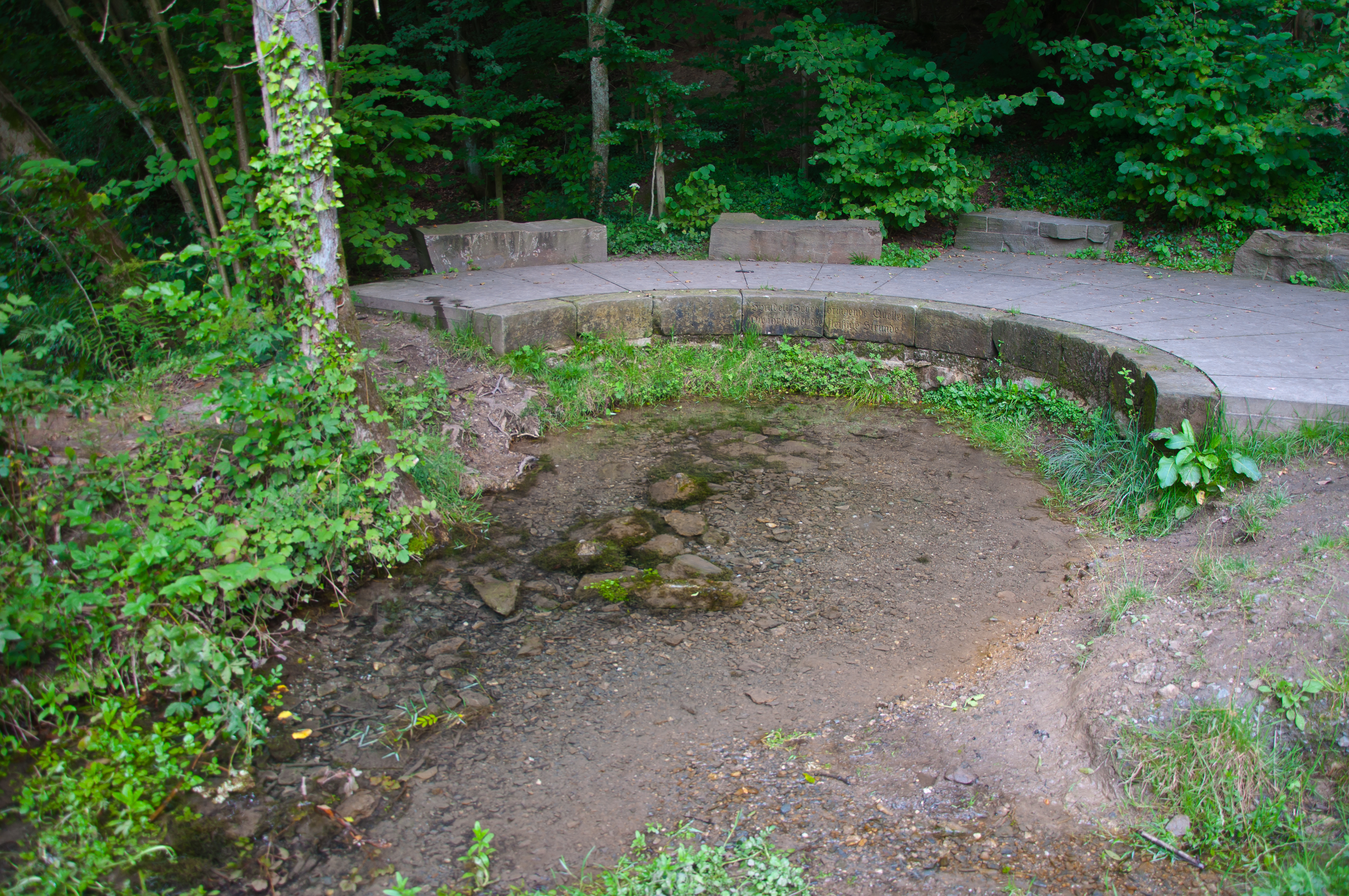
Die Strundequelle

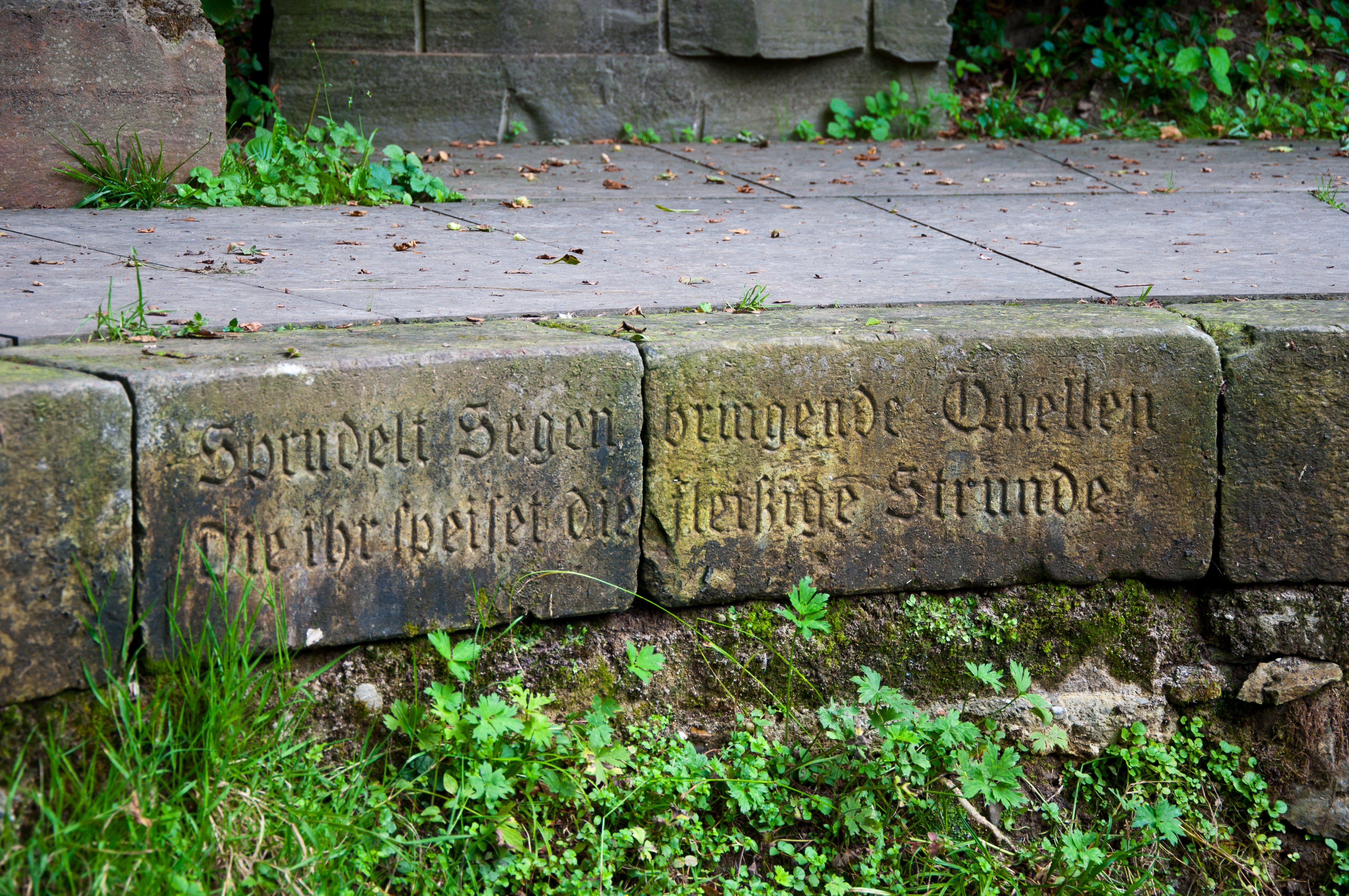
In die Umrandung des Quelltopfes ist eingemeißelt:
Sprudelt Segen bringende Quellen
Die ihr speiset die fleißige Strunde

Die Strunde entspringt nach allgemeiner Auffassung einer Karstquelle etwa 100 Meter nordöstlich der Herrenstrundener Pfarrkirche. Von unten aufsteigende Blasen zeigen den Austritt von Wasser an. Diese Quelle schüttet im Mittel etwa 50 l/s, zuzeiten bis zu 830 l/s.
Sprudelt Segen bringende Quellen

Die ihr speiset die fleißige Strunde

### Verlauf
Das Tal der Strunde beginnt schon etwa zwei Kilometer weiter im Nordosten. In einem Karstgebiet zwischen den Ortschaften Oberblissenbach über dem Talanfang, Spitze auf dem nordwestlich und Eikamp auf dem südlich begleitenden Rücken stoßen in einem Talkessel an verschiedenen Stellen einzelne Quellen auf, deren witterungsabhängig schwankender Abfluss in kleinen Rinnsalen und Bächen der Hauptquelle zustrebt.
Die Strunde fließt weiter südwestlich bis westsüdwestlich in Richtung Rhein und durchquert die geschlossene Bebauung von Bergisch Gladbach, wo sie auf einem Abschnitt verdolt läuft. In der Innenstadt von Bergisch Gladbach hat man in den letzten Jahren einzelne Teile der Strunde freigelegt. Dort fließt ein Teil des Wassers durch das Bett des ehemaligen Umbachs, der früher die Papierfabriken mit Wasser versorgte. Ab der Richard-Zanders-Straße fließt die Strunde meist offen in ihrem alten Bett. Weiter westlich tritt sie aufs rechtsrheinische Stadtgebiet von Köln über und durchquert überwiegend offen die Stadtteile Dellbrück und Holweide. Kurz bevor sie die A 3 kreuzen würde, fließt sie vor einem Kreuzungsbauwerk (Kreuzwasser genannt) in den Faulbach.

### Zuflüsse

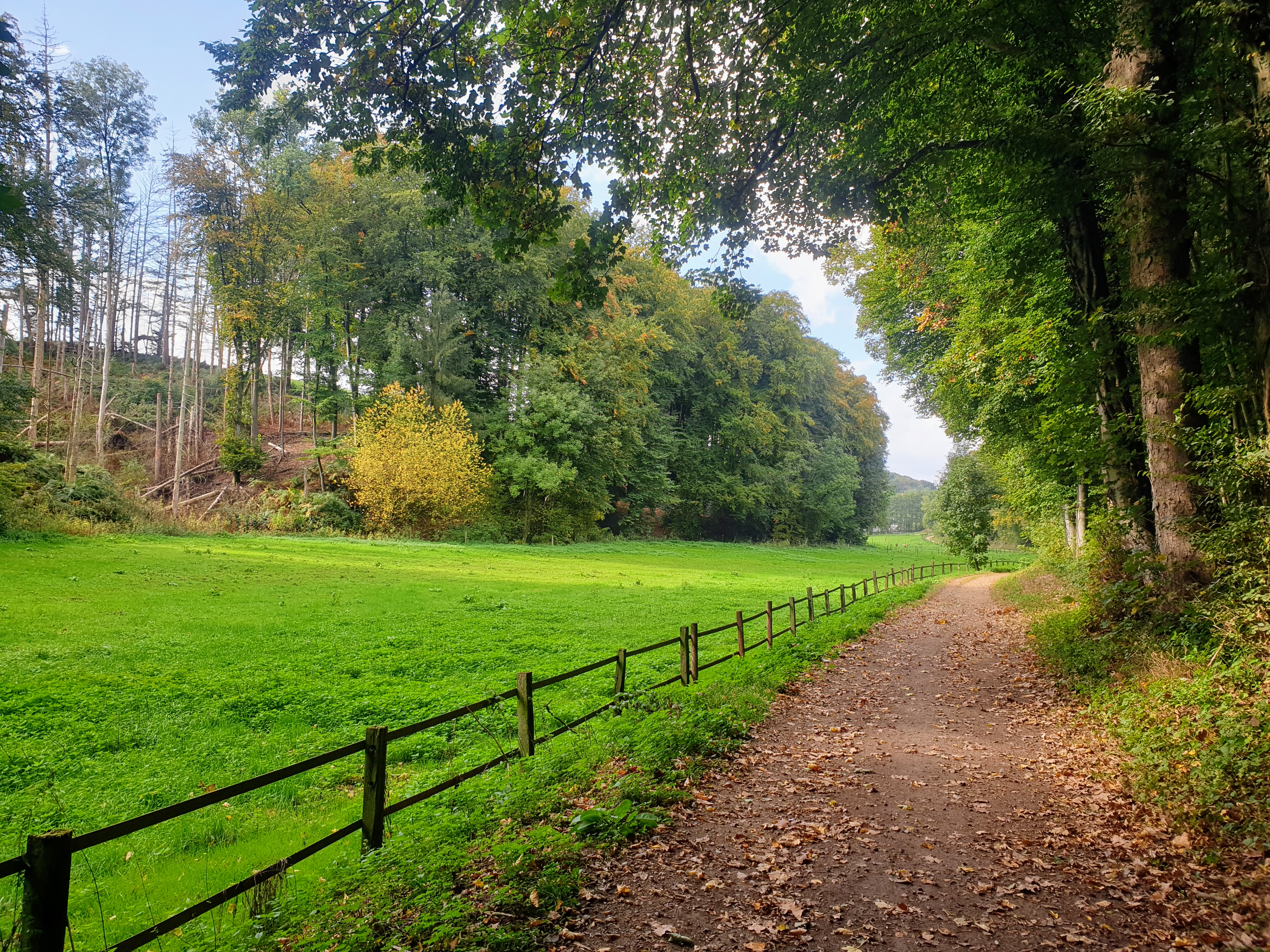
Bachaue des Kuckelberger Bachs

Im Folgenden sind die Nebenflüsse der Strunde aufgeführt, genannt sind dazu orographische Lage sowie Länge und Ort der Mündung
- Rosenthaler Bach, rechts, 1.267 m, in Herrenstrunden
- Asselborner Bach, links, 2.703 m, in Herrenstrunden
- Hombach, links, 2.399 m, bei Gut Schiff
- Dombach, links, bei Alte Dombach
- Hebborner Bach, rechts, 3.421 m, in Bergisch Gladbach nahe der Cederwaldstraße mit dem Zufluss Kuckelberger Bach
- Lerbach, links, 5.410 m, in Bergisch Gladbach nahe der Cederwaldmühle
- Rodenbach bzw. Scheidtbach, ca. 4.400 m, in Bergisch Gladbach-Gronau
- Hasselbach, links, ca. 3.780 m, in Bergisch Gladbach beim Thielenbrucher Hof
- Kemperbach, rechts, 2.656 m[7], in Köln-Dellbrück mit dem Zufluss Umbach (Biifurkation aus der Strunde westlich des Thielenbrucher Hofs)

## Geschichte
Ursprünglich versickerte die von Herrenstrunden kommende Strunde vor dem Rhein im Sumpfgebiet Thielenbruch. Im 6. Jahrhundert wurde das Bachbett dann künstlich bis zum Rhein in Mülheim in der Nähe der heutigen Bachstraße verlängert und das Sumpfgebiet entwässert.
Die verlängerte Strunde fließt nördlich des ehemaligen Sumpfgeländes, der ebenfalls künstlich angelegte Faulbach im Süden. Die ehemaligen Entwässerungsgräben wurden nachfolgend von den Bauern bei Trockenheit zur Bewässerung ihrer Wiesen und Felder genutzt. Einige dieser Gräben und der zugehörigen Schleusentore sind bis heute erhalten. So findet sich einer in Nähe der Isenburg, ein weiterer etwas bachabwärts in Holweide näher an der Wichheimer Mühle; die angrenzende Straße Am Flutgraben überliefert namentlich die Erinnerung daran. Der Flutgraben an der Mühle wurde in den 1960er-Jahren im Winter dazu genutzt, aus der angrenzenden Wiese eine Schlittschuhbahn zu machen, heute steht auf diesem Gelände die Holweider Gesamtschule an der Burgwiesenstraße.
Weil die Stadt Bergisch Gladbach stark wuchs, wurde der Strunder Bach hier schließlich verrohrt und unterirdisch geführt. Dieser Abschnitt beginnt kurz vor der Bergisch Gladbacher Innenstadt, die Verdolung wird nur an wenigen Stellen unterbrochen. Auch den Weg durch das rechtsrheinische Köln nimmt der Bach teilweise unterirdisch.
Zahlreiche hohle Weiden wachsen am Ufer der Strunde, hiervon leitet sich auch der Namen des Kölner Stadtteils Holweide ab. Geflochtenes Weidwerk wurde dazu genutzt, die Uferwände zu stabilisieren, stellenweise ist das Weidwerk noch zu sehen. Um eine große Höhendifferenz zum Antrieb weiterer Mühlen zu erhalten, wurde die Strunde in der Nähe des Gut Schlagbaum über einen kleinen Aquädukt über den Faulbach geleitet. Das Gut Schlagbaum befindet sich in Nähe des Schlagbaumer Weges und war früher die Grenzstation zwischen der freien Reichsstadt Köln und der Grafschaft Berg.
Der im 19. Jahrhundert aus Ziegelsteinen gemauerte Aquädukt war in Rundbogenbauweise gemauert worden, er ersetzte den mittelalterlichen Vorgängerbau aus Holz. Ende der 1970er-Jahre wurde dieses Kulturdenkmal durch eine  Betonbrücke ersetzt. In Nähe dieser Brücke befand sich zu diesem Zeitpunkt noch ein letztes Biotop der ehemaligen Sumpffauna. Heute ist dort der Sportplatz des S.C. Holweide von 1968 e. V. und eine Schrebergartensiedlung entstanden.
Seit 1906 war die Strunde von Köln-Buchheim an kanalisiert. Diese Einleitung in den Kanal ist jedoch mittlerweile gesetzlich untersagt, deshalb wird die Strunde in den Faulbach eingeleitet.  Es bestehen zwar Absichten und Möglichkeiten, die Strunde im Bereich Mülheim wieder am Tageslicht verlaufen zu lassen, diese sind bisher jedoch nicht realisiert.
Nach mehreren Starkregenereignissen in den Jahren 2000 und 2001 konnte die  Kanalisation die anfallenden Regenmengen nicht mehr aufnehmen, wodurch weite Teile der Bergisch Gladbacher Innenstadt überschwemmt wurden. Hiergegen wurden umfangreiche Baumaßnahmen in Form von Regenrückhaltebecken entwickelt.
Die Strunde war in mehreren Projekten der Regionale 2010 eingebunden:
- Im Projekt #01 RegioGrün wurden insgesamt 6 Rad- und Wanderwege ausgewiesen. Als Erlebnisroute Ost wurde ein Weg möglichst nahe entlang der Strunde vom Rhein in Köln-Mülheim bis hinauf zur Quelle in Herrenstrunden markiert.[10]
- Beim Regionale-Projekt #07 Stadt gestalten Bergisch Gladbach ging es u. a. um die Offenlegung der Strunde im Bereich der östlichen Stadtmitte verbunden mit der Erweiterung der umliegenden Freiräume. Die Stadt hat diese Maßnahme zusammen mit weiteren Projekten, z. B. zum Hochwasserschutz und zur Abwasserbeseitigung, kombiniert zum Bauprojekt Strunde hoch vier.[11]

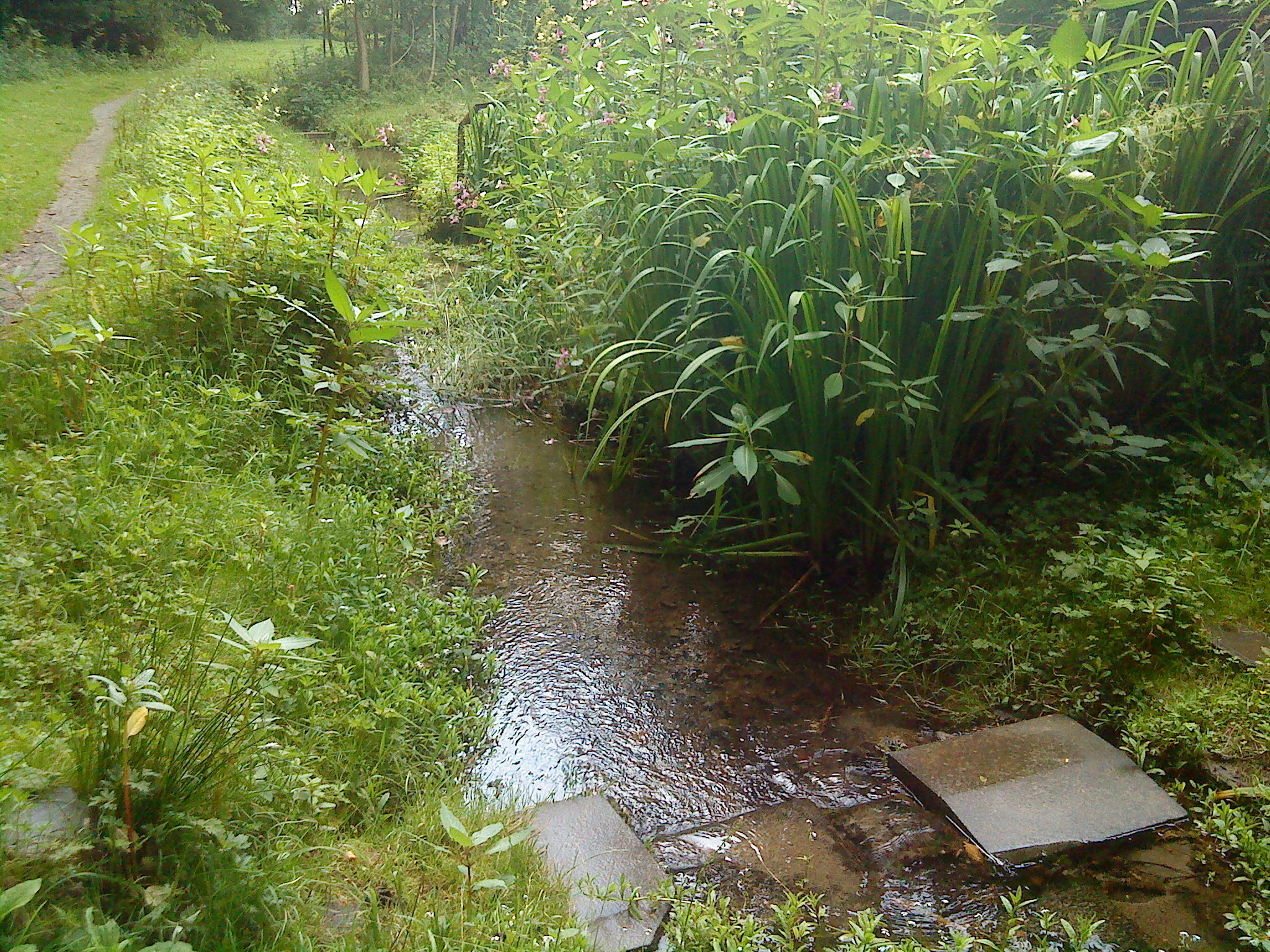
Die Strunde kurz nach der Quelle
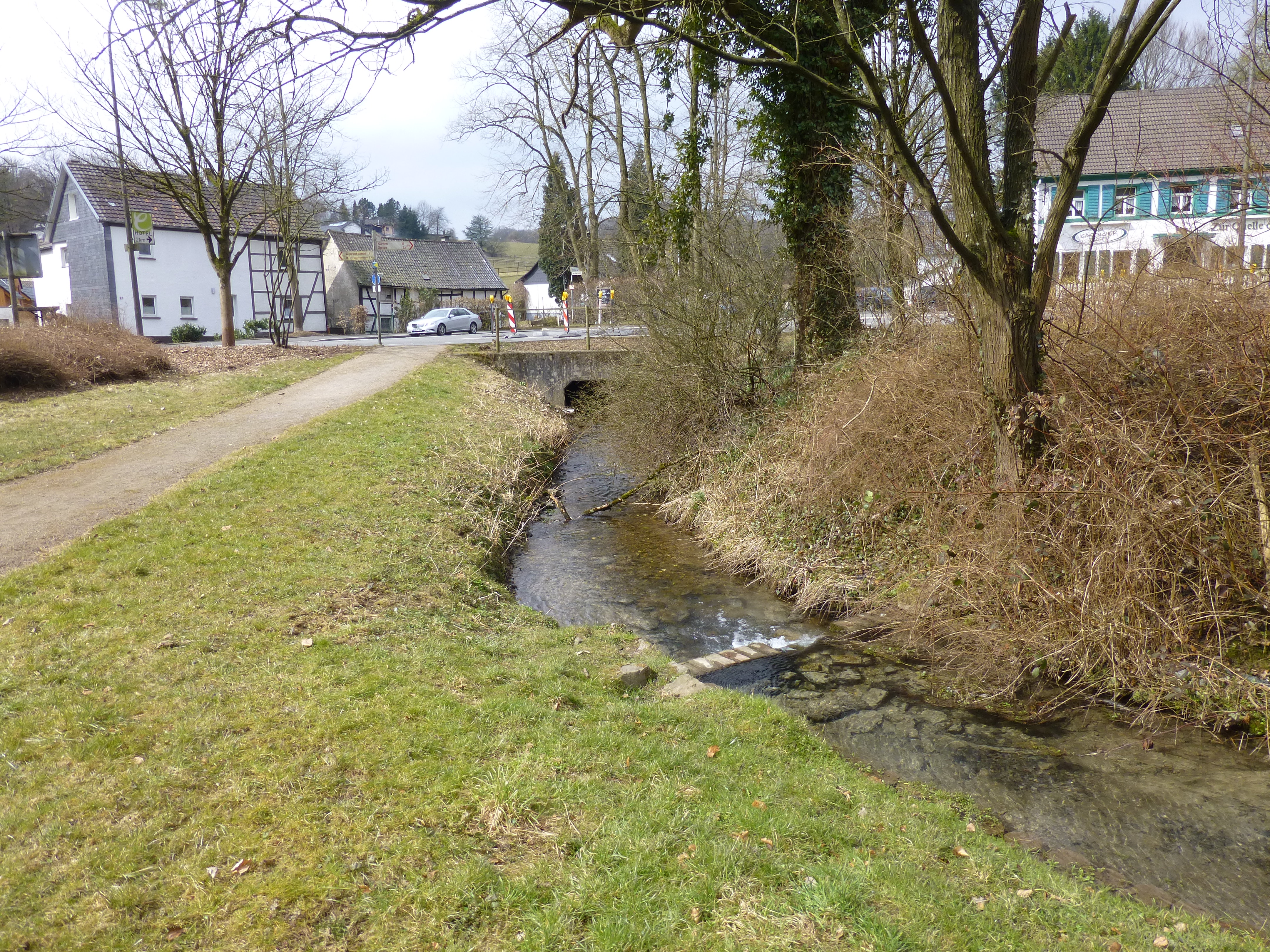
Unterführung in Herrenstrunden
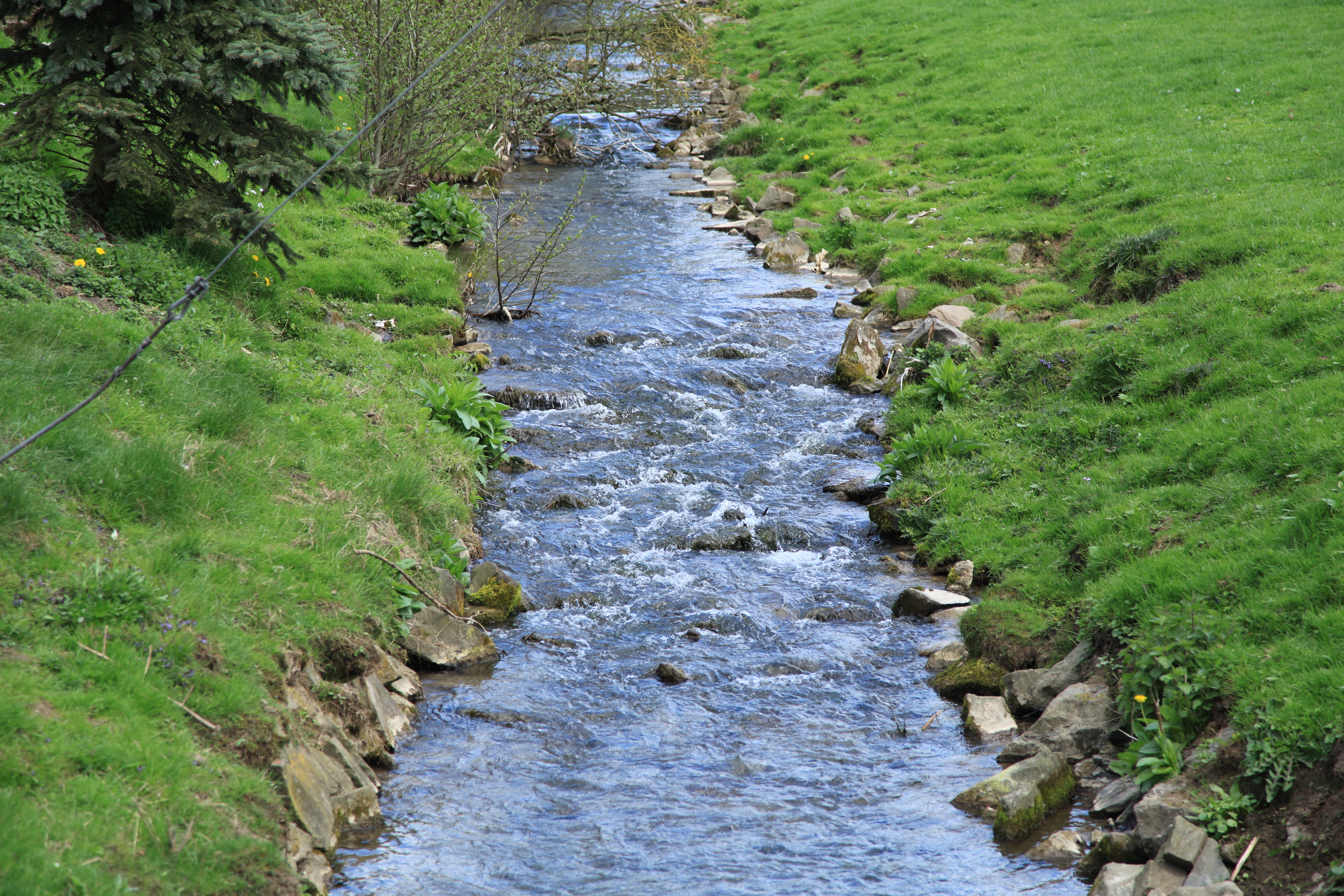
Die Strunde unterhalb von Herrenstrunden
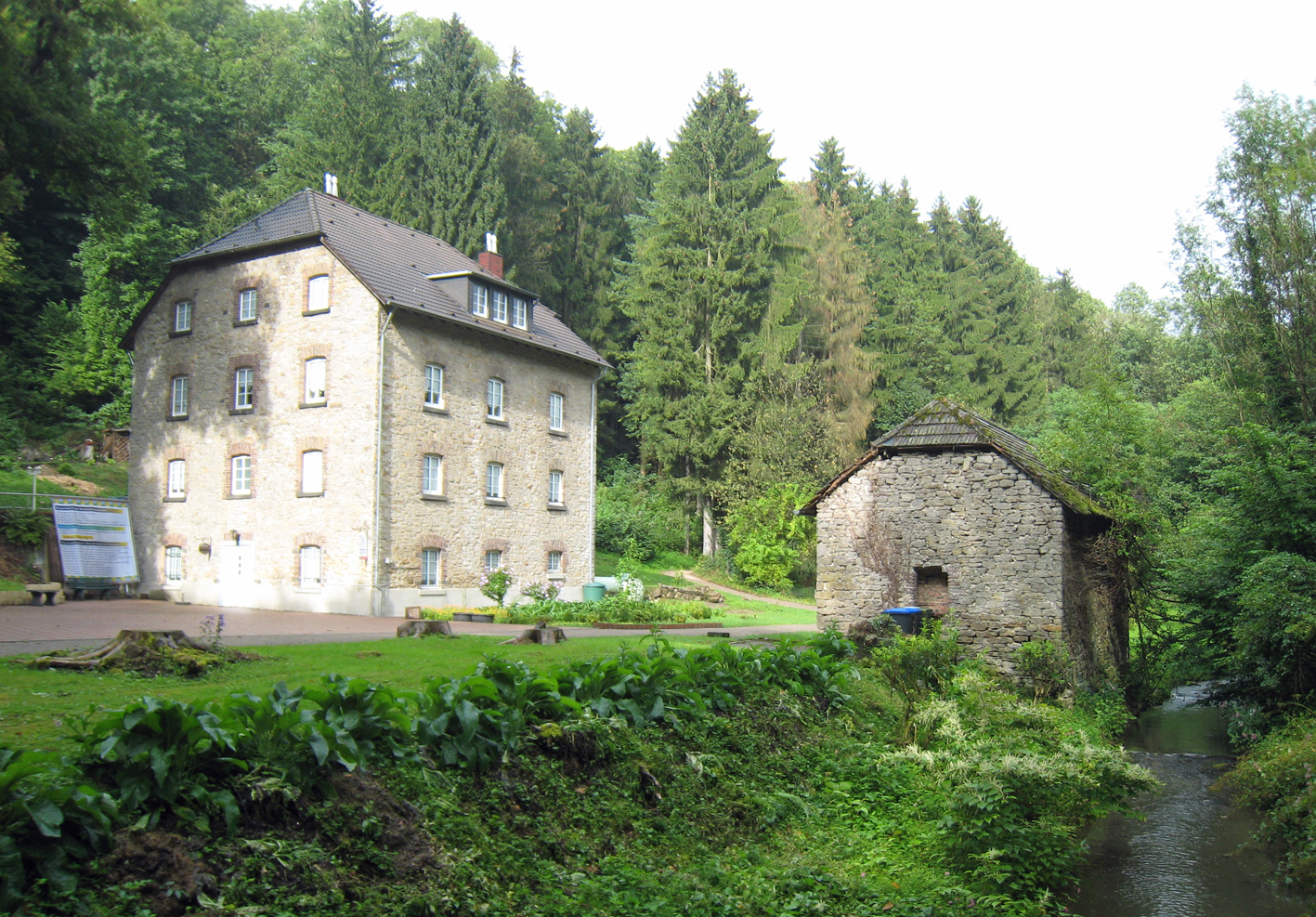
Die Strunde an der Igeler Mühle
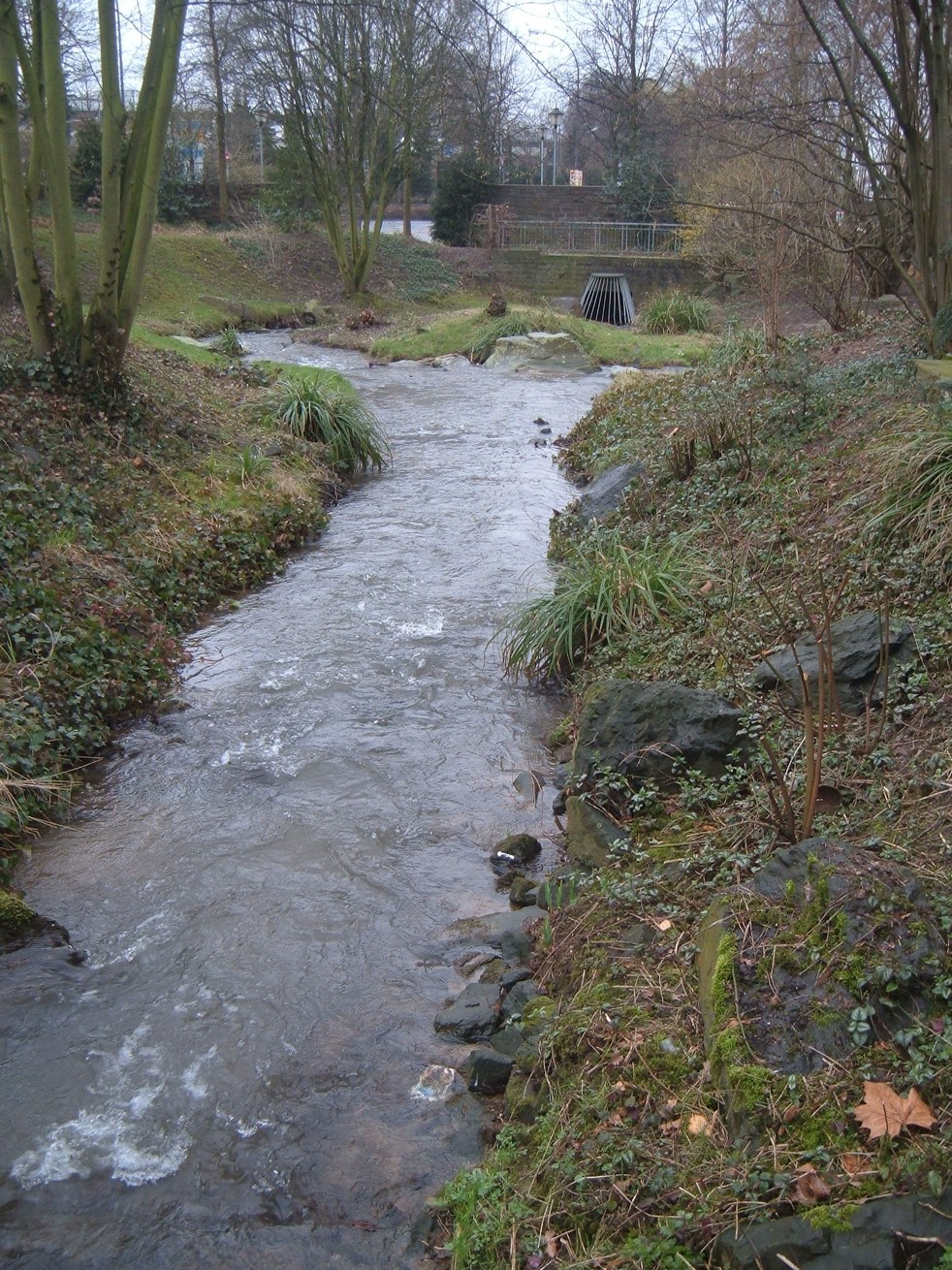
Das letzte Stück der Strunde im Bachbett des früheren Umbachs vor der Einmündung in den Strunde-Kanal
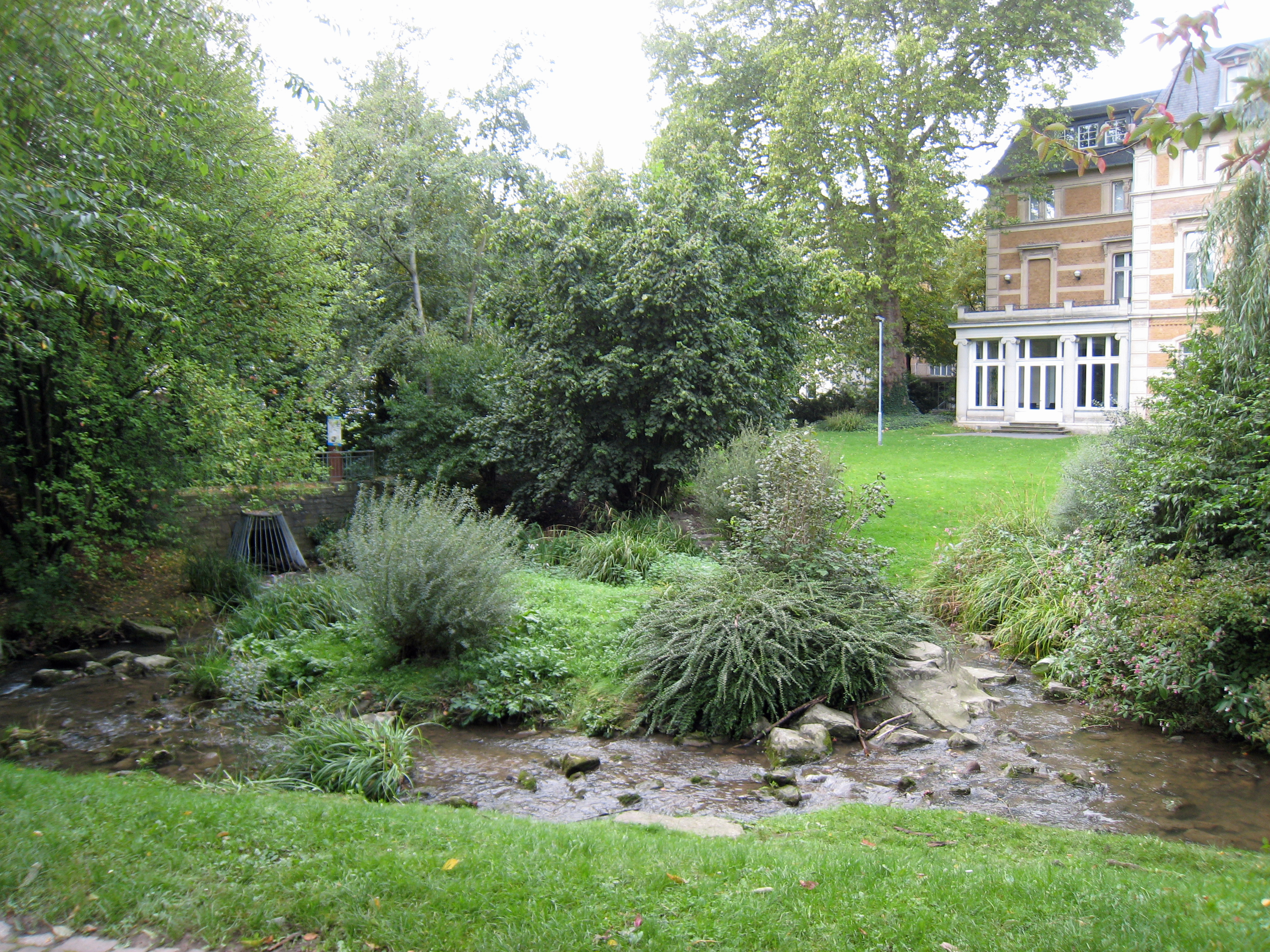
Mündung des Umbachs der Strunde in den Strunde-Kanal, rechts Villa Zanders
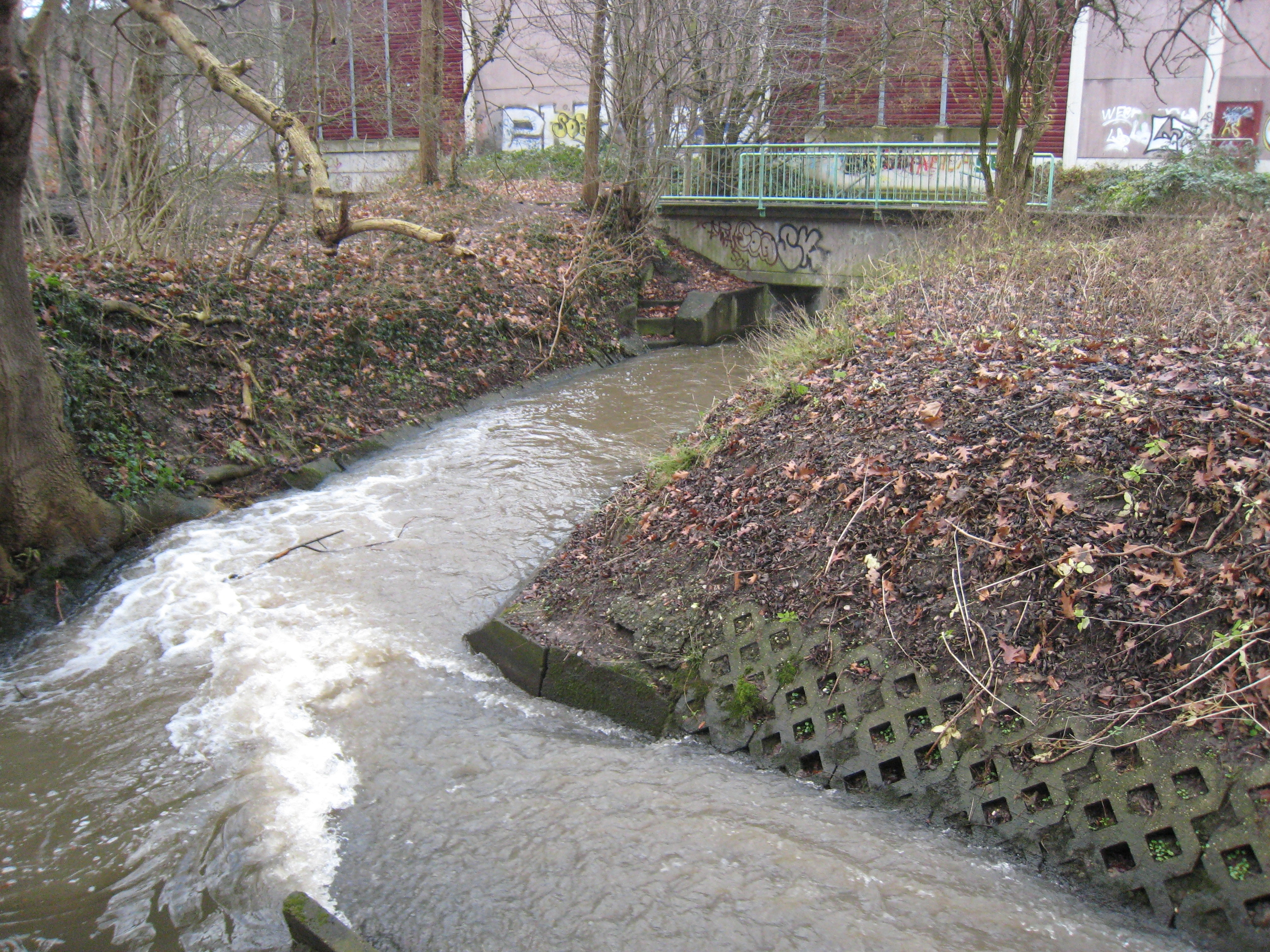
Das Aquädukt, das den Strunder Bach über den Faulbach führt
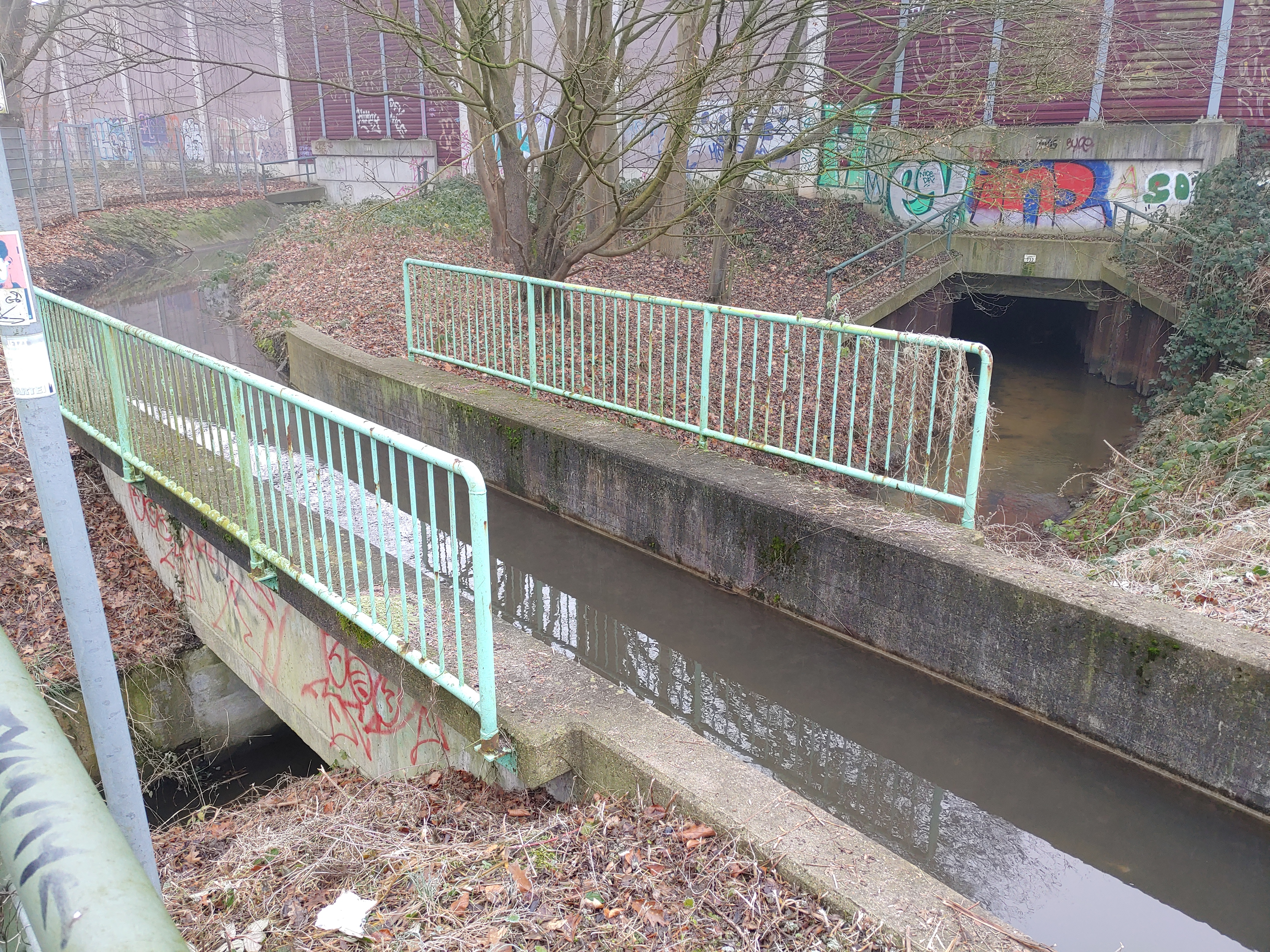
Das gleiche Aqädukt aus anderer Perpektive

## Wirtschaftliche Nutzung
Die Mühlen, zeitweise waren 36 gleichzeitig in Betrieb, und das Wasser selbst sorgten für wirtschaftlichen Wohlstand in Bergisch Gladbach und beförderten vor allem die Papierindustrie (siehe Zanders Papierfabrik), einen ehedem für diese Stadt wichtigen Industriezweig. Am östlichen Ortsausgang von Bergisch Gladbach zeigt das Papiermuseum Alte Dombach, wie früher Papier an der Strunde hergestellt wurde.
Umfangreich ist die Literatur über die Mühlen an der Strunde. Niemand kann genau sagen, wie viele es insgesamt gewesen sind. Um 1846 waren es 51 Mühlen, die aufgezählt wurden. Vollständig erhalten ist heute nur noch die Iddelsfelder Mühle.
Im Holweider Vorort Schweinheim gab es bis Anfang der 1980er-Jahre eine Wollfärberei, die ihr Abwasser in die Strunde leitete. Je nach Auftragslage wechselte dann auch die Farbe des Baches. Die Ergiebigkeit betrug 1,189 m3/s bei einer Höhendifferenz von 94 m bis zur Mündung (Strundequelle ca. 140 m über NN, Mündung ca. 46 m über NN).
An der Bachstraße in Mülheim nutzte die Hausbrauerei Greven (heute: Gilden Kölsch Brauerei) das Wasser der Strunde.